# Eilicrinia wehrlii
Eilicrinia wehrlii là một loài bướm đêm trong họ Geometridae.